# Droga wojewódzka 693
Die Droga wojewódzka 693 (DW 693) ist eine 38 Kilometer lange Droga wojewódzka (Woiwodschaftsstraße) in der polnischen Woiwodschaft Podlachien, die Czyżew mit Siemiatycze verbindet. Die Strecke liegt im Powiat Siemiatycki und im Powiat Hajnowski.

## Streckenverlauf
Woiwodschaft Podlachien, Powiat Siemiatycki
-  Siemiatycze (DK 19, DK 62, DW 640, DW 690)
- Baciki Bliższe
-  Kajanka (DW 658)
- Żerczyce
- Milejczyce
- Nowosiółki

Woiwodschaft Podlachien, Powiat Hajnowski
- Dasze
-  Kleszczele (DK 66, DW 685)